# Talkata
Les Talkata ou Telkata sont un rameau de la branche sédentaire des Sanhadja du Maghreb central, dont le bastion était le Titteri (Nord de l’Algérie) au Moyen Âge. Ils ont joué un rôle de premier plan dans l'histoire de l'Occident musulman, et sont les fondateurs des dynasties zirides (Badicides et Hammadides) ayant régné au Maghreb central, en Ifriqiya et en Al-Andalus.

## Origine

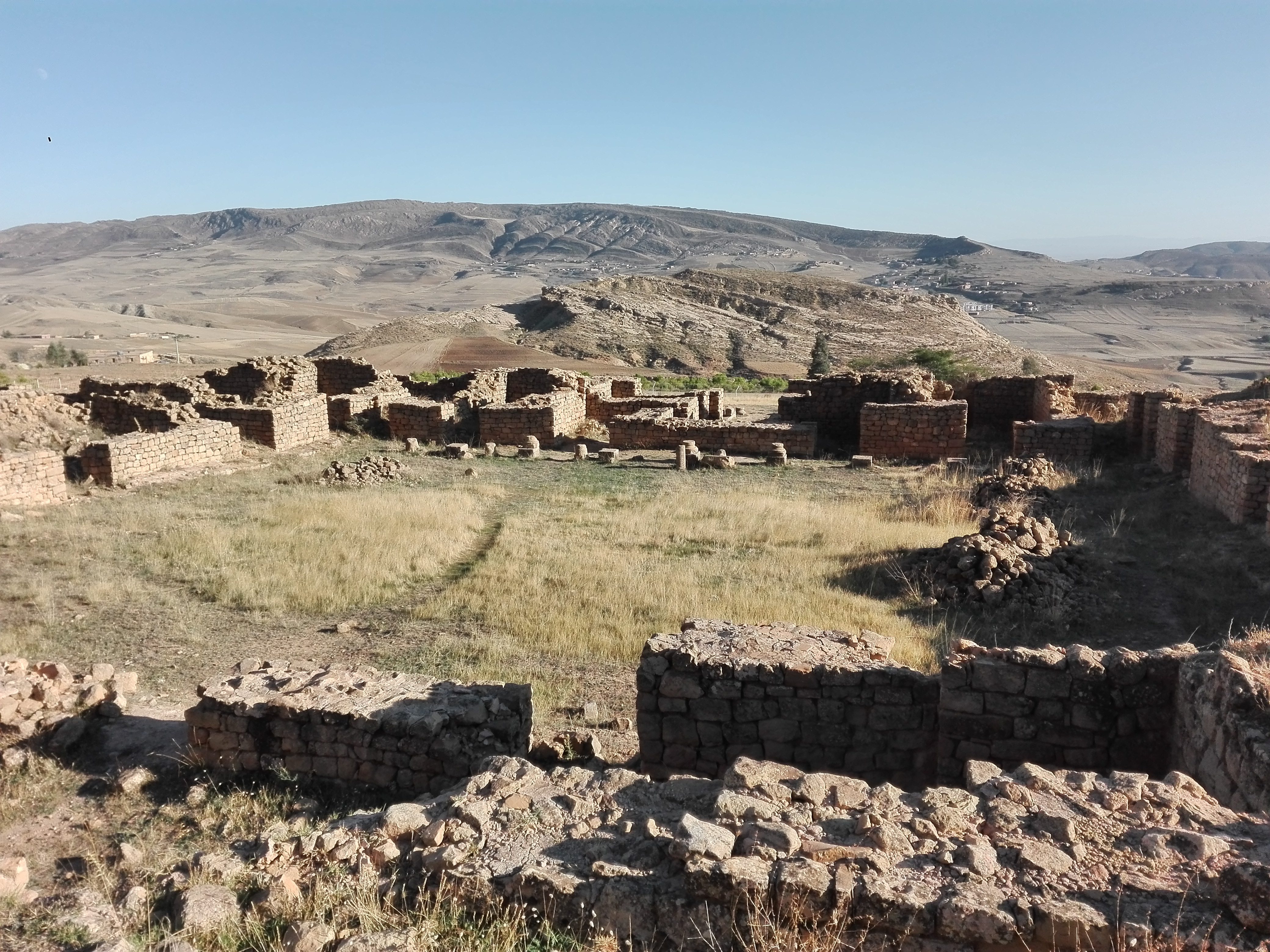
Ruines d'Achir

Les Talkata sont issus de la branche sédentaire des Sanhadja,. L'ethnonyme Ṣanhadja désigne un groupement de tribus berbères qui ont joué à l’époque médiévale un rôle historique important. Des pouvoirs dynastiques ayant vu le jour au Maghreb et en Andalousie témoignaient la montée en puissance de plusieurs tribus sanhadjiennes, sédentaires du Maghreb central ou nomades du Sahara, notamment au temps des monarchies zirides.
Les Sanhadja étaient divisés en deux branches : les tribus non-nomades, agriculteurs et éleveurs vivant dans les montagnes du Maghreb central ; et les nomades, représentés par les tribus du Sahara. Ibn Khaldoun comptait près de soixante-dix branches : l’une des plus importantes était les Talkāta qui occupaient une partie du Maghreb central. Des groupes moins importants se trouvaient dans les plaines atlantiques du Maroc. Mais aucune de ces tribus sanhadjiennes n’eut le moindre pouvoir politique contrairement aux deux autres.
Les ancêtres des Sanhadja constituaient sous le Haut-Empire romain une tribu maure du Djebel Titteri (futur bastion des Zirides) qui disposait d’une ville (oppidum Vsinazense). Le nom de Vsinaza attesté au début du IIIe siècle dans la région, est un toponyme construit sur Vsinazi (= fils de Ṣinag / Ṣinadj/ Ṣinaz), un ethnonyme identifiable avec le nom des Berbères et les transcriptions (latine et arabes) de cet ethnonyme qui renvoie à un même nom berbère, celui des Iẓnagen.
D’après les généalogistes berbères, les Sanhadja étaient l’une des sept grandes branches descendant de Burnis, fils de Barr. Les Sanhadja (antiques Vsinazi), les Masufa (antiques Masofi) et Lamadiya (antiques Lambdienses), sont parmi les communautés qui ont formé au Moyen Age la confédération des Sanhadja sédentaires. Cette importante confédération tribale a été dirigée à partir du Xe siècle par la branche des Talkata.
Les généalogistes médiévaux ont donné des filiations le plus souvent discordantes. La plus répandue, mais pas nécessairement la plus sûre, fait remonter les Talkâta, jusqu'aux Himyarites. Ibn Khaldoun décrit les Telkata comme descendant de Telkat fils de Kert, fils de Sanhadj (Zanag en berbère). Il donne comme fractions principales : les Matennan, Ouennougha, Botūiya, Banu Mazghinna, Banu Uthman et Banu Khalil.

## Territoire et mode de vie

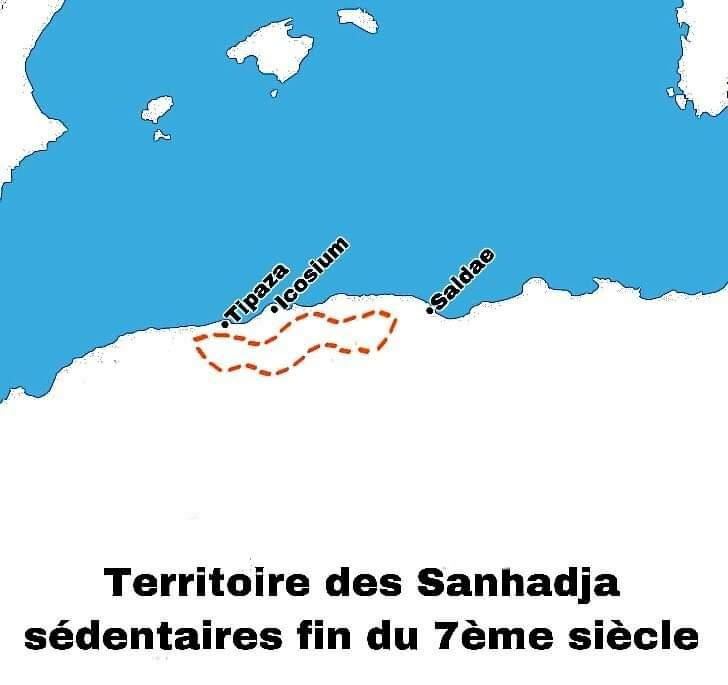
Territoire indépendant des Sanhadja du Maghreb central, au moment de la conquête musulmane du Maghreb (fin du).

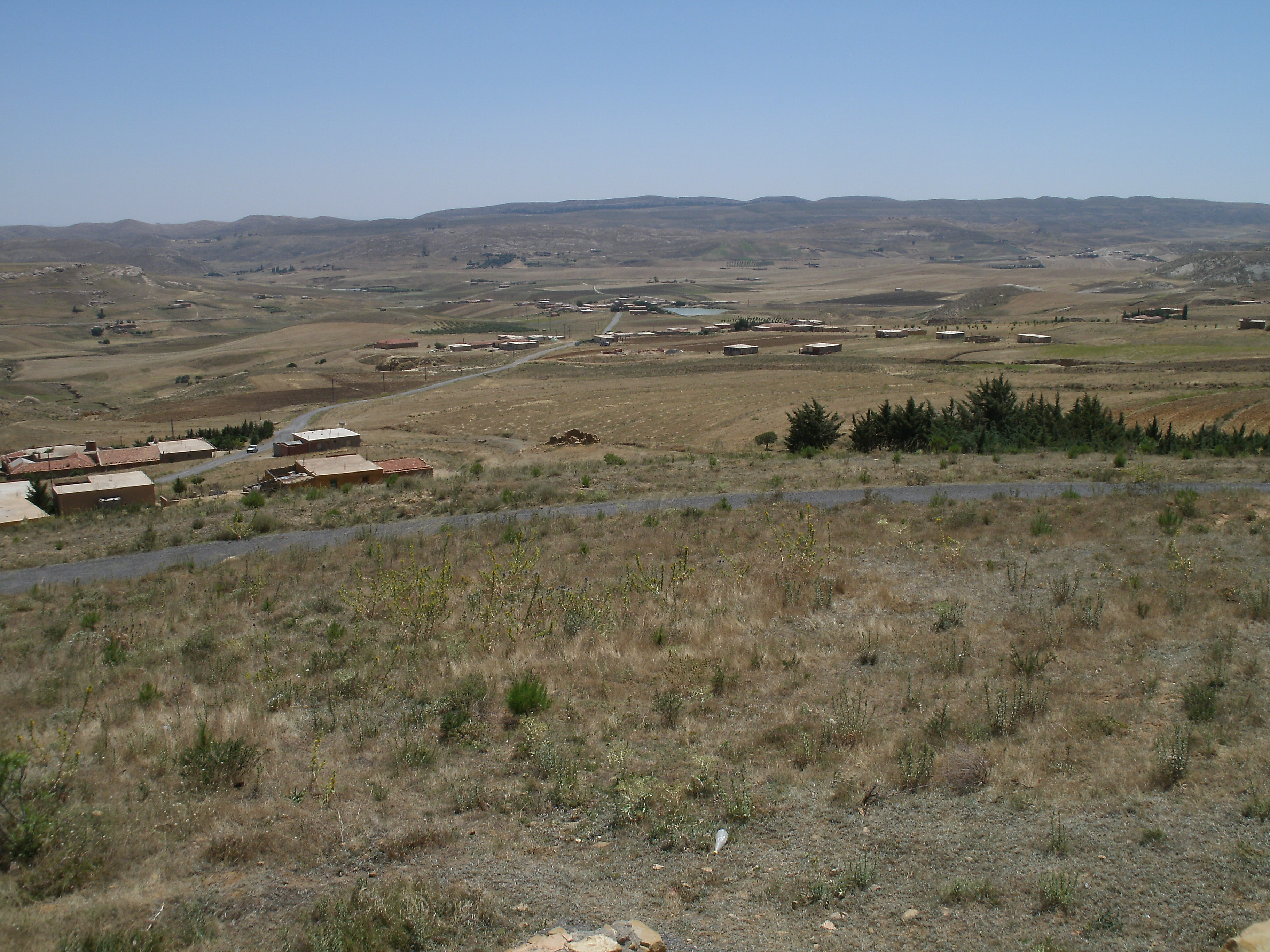
La région du Titteri.

Les tribus Sanhadja du Nord occupaient les territoires entre les Ouarsenis, le Titteri et le Sud des Bibans. Les Talkata sont la grande tribu sanhadjienne du Maghreb central,,,, dont ils occupaient une partie.
Ils étaient des montagnards qui habitaient l'Atlas tellien au sud d'Alger, dans le Titteri,. Pour Bouzid Aleya, qui a consacré aux Sanhadja une étude exhaustive, les premiers groupements Sanhadja signalés dans le Haut Moyen age, étaient établis dans la partie orientale du Maghreb central, plus exactement à l’ouest du Zab. L’auteur les distingue des Sanhadja nomades du Sahara. Chez ce groupe des sédentaires, les Talkâta sont établis à l’est de Tlemcen, dans la région d'Alger, de Msila, de Hamza, de Médéa et de Bougie.
Selon Ibn Khaldoun, les Talkata occupaient la même région comprise entre M'sila, Hamza, Alger, Miliana, jusqu’à la Moulouya, à l'exception d'un certain nombre d'enclaves appartenant à d'autres tribus, dont des fraction zénètes. Les Talkâta étaient avant tout des montagnards, des sédentaires attachés aux flancs d'une montagne fractionné en étroites vallées fertiles où la vie se concentrait en petites agglomérations.
Au moment de l’émergence de la famille ziride, le domaine des Talkâta se situait dans la région du Titteri, cette région bénéficie d'une altitude moyenne assez élevée qui lui assure un climat relativement tempéré. La pluviométrie est capricieuse, mais suffisante, pour permettre quelques cultures riches : céréales en particulier. Leur domaine compte également plusieurs cités : Médéa, Miliana et Achir.
Ils étaient voisins des Zouaoua au Nord-est, qui vivaient repliés sur eux-mêmes. Au Sud, ils sont voisin des Zénètes, leurs ennemis de toujours. Les Berbères des Bibans, qui séparent le Titteri de Msila, sont plus liés à eux. Les Talkâta pouvaient atteindre Djezaïr béni Mezghanna, petit port qui intéresse assez peu les Berbères. 
Au Xe siècle, Ibn Hawqal juge l'état de la région. Il a vu, aux alentours d'Achîr, des sources naturelles abondantes, des jardins, des terrains de culture. A Miliana, décrite comme « ville antique », il a remarqué des moulins sur la rivière, « dont elle tire largement l'irrigation de ses champs, tout en profitant partiellement de la rivière du Chélif ». Le pays des Talkâta offre des conditions de vie très suffisantes et pour que les premiers Zirides s'y sentent à l'aise.

## Histoire

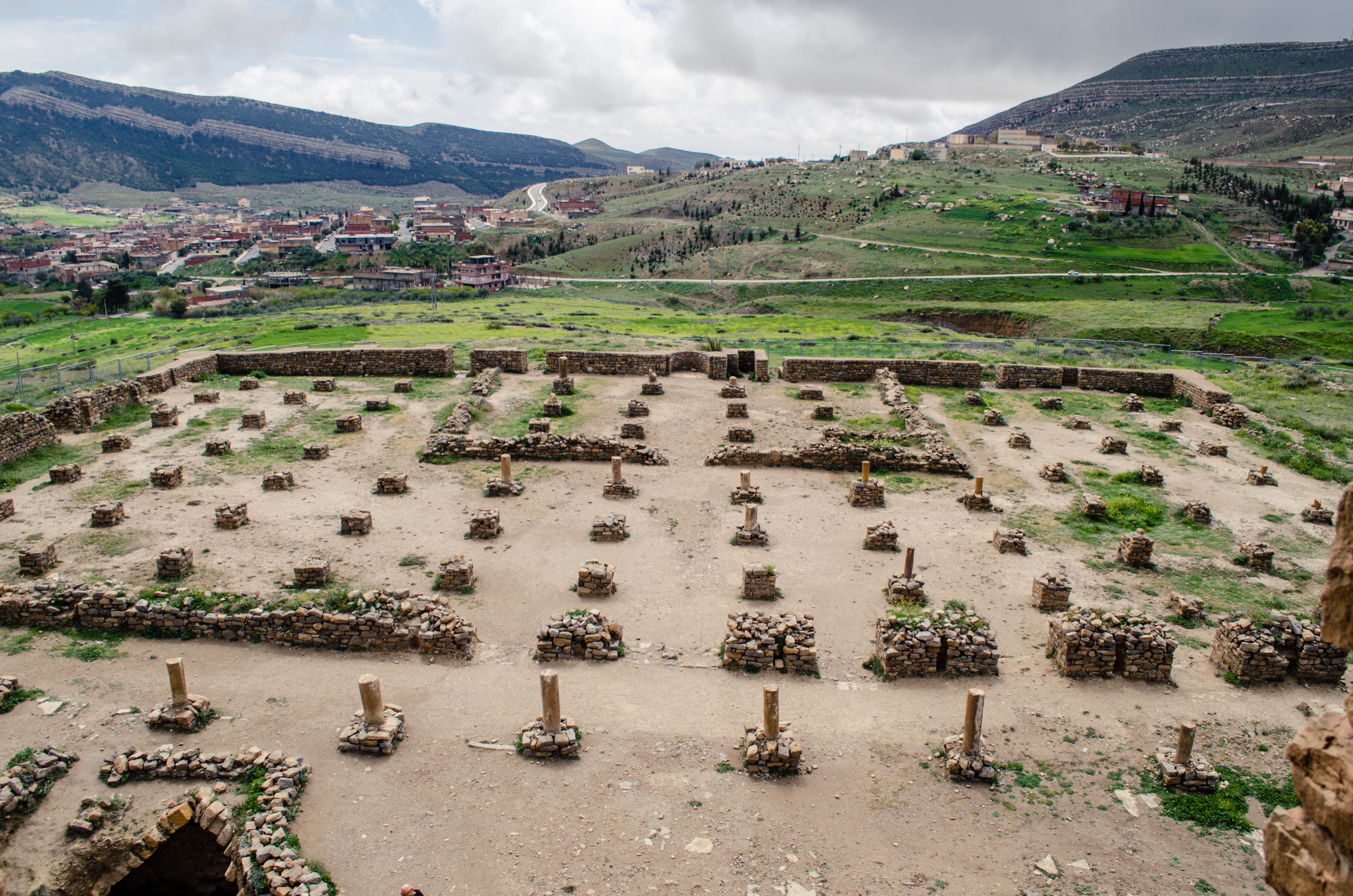
Ruines de la Kalâa.

Les Talkâta, rameau de la confédération des Sanhadja, ont joué un rôle de premier plan dans l'histoire de l'Occident musulman aux Xe, Xle et Xlle siècles. La tribu des Talkāta, devait exercer sur les autres tribus du Maghreb Central une suprématie qui pourrait expliquer en partie sa densité numérique, mais qui semble davantage encore due à la valeur des chefs qui ont su l'organiser et la constituer en armée prête aux grands exploits. Ainsi, au Xe siècle, ils dominaient le Maghreb central lorsqu'ils étaient alliés des Fatimides et plus tard ils ont établi la dynastie Ziride.
À l'époque de la conquête musulmane du Maghreb, les Ketamas et les Sanhadja (dont les Talkata) peuplaient le Maghreb central, y compris le massif de l'Aurès, la Grande Kabylie, mais également les régions de Tahert et de Tlemcen. Le premier chef connu des Talkāta serait Menad ibn Manḳūs, dont le fils Ziri est l’ancêtre de la dynastie des Zirides, et le fondateur de leur capitale, Achir dans le Ḏj̲abal Titteri (en 935). L’emplacement de  cette forteresse, lui permet d’avoir main mise sur les routes desservant les Hautes Plaines, la Mitidja et la Kabylie. 
Ennemis héréditaires de leurs voisins Zénètes clients des Omeyyades de Cordoue (menés par les Maghraouas et les Banou Ifren de la région de Tlemcen), les Sanhadja du Maghreb central (dont le bastion était à l’origine le Djebel Titteri) ont choisi l’alliance avec les Fatimides. Convertis à la doctrine chiite ismaélienne au Xe siècle (ils reviendront plus tard au sunnisme), les Talkāta ont largement participé à la guerre des Fatimide contre les Berbères Kharijites.
Bologhine ibn Ziri, chef de la tribu Takalta du Sud-Algérois, est investi gouverneur du Maghreb central par les Fatimides, en raison du rôle de son père Ziri ibn Menad, lors des révoltes kharidjites d'Abu Yazid et des expéditions contre les Zénètes en Oranie. La dynastie ziride, qui a régné au Xe et XIIe siècles, est issue de la branche algérienne des Ṣanhāja. C'est la tribu des Hammadides et des Badisides de l'Ifriqiya. 
L’engagement des Talkāta au service des Fatimides s’est poursuivi sous la conduite de Bologhine qui a permis au califat chiite d’affirmer sa présence dans le Maghreb central et occidental aux dépens des Omeyyades de Cordoue et de leurs clients Zenetes (prise de Fès en 995). Au début du XIe siècle, une branche de la famille, les Hammadides, établit un autre centre de pouvoir en fondant Qalâa dans le Hodna, puis à partir de 1090, Béjaïa. Par ailleurs, Zāwi, fils de Ziri ibn Menad, fonda la Taïfa de Grenade en Al-Andalus. 
Lors de la Conquête de l'Algérie par la France, il n'y avait plus d'un groupe berbère significatif identifié comme Talkata. Les Zouaoua occupaient et occupent toujours une grande partie des territoires qui étaient autrefois la patrie des Kutāma et Talkata.

## Personnalités notables
- Bologhine ibn Ziri
- Ziri ibn Menad
- Hammad ibn Bologhine
- Zawi ibn Ziri
- Abdelhamid Ben Badis